# Tomáš Šulaj
Tomáš Šulaj (* 7. ledna 1976 Přerov) je český činoherní, operetní a muzikálový herec a zpěvák, od roku 1999 člen souboru Slováckého divadla a od roku 2021 člen souboru Národního divadla Brno.

## Životopis
Už během dětství začal ve třinácti letech vystupovat v loutkovém divadle, kde vodil loutky a recitoval. V šestnácti letech udělal konkurz do hudebního divadla Dostavník v Přerově. V tomto divadle hrál do doby, než byl v roce 1995 přijat na Janáčkovou akademii múzických umění v Brně, na které se rozhodl studovat během studování oboru kuchař – číšník. Ještě během studií si zahrál v Národním divadle v Praze. V roce 1999 dokončil studium činoherního herectví na Divadelní fakultě JAMU. Po vystudování dostal sedm nabídek od divadel na angažmá, mezi nimiž byla i od Slováckého divadla, do kterého ale nechtěl jít. Rozhodl se vzít angažmá od Divadla J. K. Tyla v Plzni, kde ho dlouho natahovali. Proto všechny nabídky odmítl, ale na konci května mu řekli z Plzně, že ho nevezmou. Proto musel divadla obvolávat, ale už měli za něho náhradu. Nakonec přijal angažmá ve Slováckém divadle v Uherském Hradišti, kde je od roku 1999. Později začal hostovat i v Národním divadle Brno, plnohodnotnou součástí souboru se stal v roce 2021.
Za rok 2003 byl nominován na cenu Thálie za roli Jaga v Shakespearově Othellovi, ale tu obdržel za rok 2005 v oboru opereta a muzikál za mimořádný výkon v roli Jerryho v muzikálu Donaha! ve Slováckém divadle v Uherském Hradišti. Dále byl nominován za rok 2008 za roli Nicka Cartera v muzikálu Adéla ještě nevečeřela, za rok 2010 za roli Buča v muzikálu Cikáni jdou do nebe, za rok 2012 v oboru činohra za roli Lopachina v inscenaci Višňový sad, za rok 2013 v oboru činohra za roli Helmera v inscenaci Nora, za rok 2015 za roli Jury Barana v inscenaci Je třeba zabít Sekala v Národním divadle Brno,za rok 2019 za roli Ambrože Potockého v inscenaci Kříž u potoka a za rok 2020 v oboru opereta a muzikál za roli Billyho Flynna v muzikálu Chicago. Je držitelem dalších cen, jako Největší z pierotů v roce 2001, 2003 a 2006, Slovácký Oskar 2003 a 2005 a byl nominován na Cenu Alfréda Radoka v roce 2003, 2004, 2006 a Cenu České divadlo.
Zahrál si ve filmu Klíček a Tichý společník a v seriálech Četnické humoresky, Znamení koně a Helena.